# Hartmut Vinçon
Hartmut Vinçon (* 25. März 1941 in Ellwangen an der Jagst) ist ein deutscher Kommunikationswissenschaftler und Hochschullehrer. Von 1987 bis 2022 leitete er die zur Hochschule Darmstadt gehörende Editions- und Forschungsstelle Frank Wedekind.

## Leben
Hartmut Vinçon wurde als jüngstes von vier Kindern des Schulrektors Friedrich Vinçon (1893–1948) und dessen Frau Elisabeth, geb. Steidle (1906–1998), Lehrerin, in Ellwangen an der Jagst geboren.1 Seine Kindheitsjahre verbrachte er bis 1954 in Ellwangen an der Jagst. Dort besuchte er das Peutinger-Gymnasium. Nach dem Umzug der Familie nach Heilbronn und nach dem Abitur am humanistischen Theodor-Heuss-Gymnasium Heilbronn im März 1960 arbeitete er ein halbes Jahr als Baupraktikant. Er studierte von 1960 bis 1966 Germanistik, Philosophie und Geschichte an der Philipps-Universität Marburg, der Rheinischen Friedrich-Wilhelms-Universität Bonn und der Ruprecht-Karls-Universität Heidelberg. Seine wissenschaftlichen Lehrer waren insbesondere Theodor W. Adorno, Richard Alewyn, Fritz Ernst, Jürgen Habermas, Arthur Henkel, Karl Löwith und Peter Wapnewski. 1967 schloss er seine Dissertation über eine begriffsgeschichtliche Studie zu Jean Pauls metaphorologischer Sprache ab. Er wurde als Schüler Artur Henkels 1969 zum Dr. phil. an der Universität Heidelberg promoviert.
Seine akademische Laufbahn begann Vinçon als wissenschaftlicher Mitarbeiter des Schiller-Nationalmuseums / Deutsches Literaturarchiv Marbach (Handschriftenabteilung / Eduard Mörike-Historisch-Kritische Gesamtausgabe und Bildarchiv). 1971 wechselte er als geschäftsführender Assistent an das Institut für Neuere deutsche Literatur der Justus-Liebig-Universität Gießen. 1972 wurde er auf eine Professur für Kommunikationswissenschaften im Fachbereich Sozial- und Kulturwissenschaften an der Hochschule Darmstadt berufen. Er lehrte Literat-, Theater-, Filmgeschichte, Ästhetische Theorie und Philosophie der Moderne. Er war Leiter der Darmstädter Editions- und Forschungsstelle Frank Wedekind (1987–2022) und Präsident der Frank Wedekind-Gesellschaft Darmstadt e. V. (1989–2022). Als Mitbegründer und Leiter des Zentrums für Forschung und Entwicklung (ZFE) sowie des Studiengangs Online-Journalismus (2001) übernahm er administrative Aufgaben.

## Forschung
Zusammen mit Bernd Meurer startete er 1973 das Projekt Designgeschichte/Industrielle Ästhetik. Dem Wunsch der Studierenden des Kommunikations- und Industriedesigns folgend, wurde erstmals eine Theorie der Gestaltung entworfen, welche die Geschichte der Gestaltungspraxis, ihre Methoden und Kriterien in Produktion und Kommunikation, von denen unser Alltagsleben betroffen ist, gesellschaftlich evaluiert und reflektiert.
1987 gründete Vinçon, um verstärkt die öffentliche Aufmerksamkeit auf den Theaterautor Frank Wedekind zu lenken, die Editions- und Forschungsstelle Frank Wedekind und die Frank Wedekind-Gesellschaft Darmstadt e.V. Ziel war es, durch Symposien, Ausstellungen und die Veröffentlichung der Werke, Briefe und Tagebücher Wedekinds in kritischen Ausgaben dessen Gesamtwerk wissenschaftlich zu befördern. Die Wiederentdeckung des Manuskripts und die erstmalige Edition der „Büchse der Pandora. Eine Monstretragödie“, die Urfassung der „Lulu-Tragödie“, führte zur Uraufführung des Werkes unter Peter Zadek mit Susanne Lothar als Lulu im Deutschen Schauspielhaus Hamburg 1988.
Unterstützt wurde die philologische Erschließung des Gesamtwerks Wedekinds anhand der Hauptnachlässe in München (Monacensia), Aargauer Kantonsbibliothek und Schloss Lenzburg (Wedekind-Archiv) durch Fördermittel der Fritz Thyssen-Stiftung (Köln) und durch die Hochschule Darmstadt. Die Herausgabe der Kritischen Studienausgabe der Werke Frank Wedekinds (Darmstädter Ausgabe. Häusser-Verlag, Darmstadt) in 15 Bänden wurde gefördert durch die Deutsche Forschungsgemeinschaft, den Regierungsrat des Kantons Aargau und die Wissenschaftsstadt Darmstadt. Wissenschaftliche Mitarbeiter der Gesamtausgabe waren Elke Austermühl, Mathias Baum, Friederike Becker, Elke Hausberg, Hans-Jochen Irmer, Rolf Kieser, Herma Merten, Marianne Ufer und Elinor Waldmann.
Unterstützt von der Fritz Thyssen-Stiftung erschienen 2018 und 2021 im Wallstein Verlag der Briefwechsel „Frank und Tilly Wedekind“ in zwei Bänden und „Frank Wedekind. Briefwechsel mit den Eltern“ in zwei Bänden, herausgegeben von Hartmut Vinçon.
Vinçon war Herausgeber des Wedekind-Jahrbuchs Pharus (Häusser, Darmstadt, 5 Bde., 1989–1996), sowie Herausgeber der Reihe Wedekind-Lektüren (Königshausen & Neumann, 8 Bände 2000–2025) zusammen mit Elke Austermühl und Ariane Martin.
Er beteiligte sich an der Entwicklung des Prototyps der online-Briefdatenbank Frank Wedekind (2009) zusammen mit Stefan Gründling und Uta Störl, gefördert von der Hochschule Darmstadt: Kommentierte kritische Edition der Briefe von und an Frank Wedekind als online-Datenbank auf der Basis langzeitig verfügbarer Datenstandards.

## Gründungen
Das Projekt Designgeschichte wurde in Kooperation mit dem Fachbereich Gestaltung 1973 begonnen und einschließlich zweier Exkurse zur Design-Ausbildung und zum gegenwärtigen Berufsfeld des Design 1982 abgeschlossen. 1980 gründeten der Dramaturg und Philosoph Alfred Kessler zusammen mit Hartmut Vinçon die Theater- und Filmwerkstatt am Fachbereich Sozial- und Kulturwissenschaften mit dem Schwerpunkt Theater- und Filmpädagogik. Nach mehreren Veröffentlichungen zu Frank Wedekind und Recherchen in den Wedekind-Archiven München und Aarau gründete Hartmut Vinçon 1987 die Editions- und Forschungsstelle Frank Wedekind und im selben Jahr die Frank Wedekind-Gesellschaft Darmstadt e.V. Er war 2001 Mitbegründer und Leiter des Zentrums für Forschung und Entwicklung (ZFE) und Mitbegründer des Studiengangs Online-Journalismus (2001). 2009 entwarf er das Konzept einer elektronischen Veröffentlichung der Briefe von und an Frank Wedekind und gründete 2009 die online-Briefdatenbank Frank Wedekind. Die Konzeptübernahme und Weiterentwicklung der Briefdatenbank erfolgte durch die neu gegründete Editions- und Forschungsstelle Frank Wedekind (EFFW) an der Johannes Gutenberg-Universität Mainz. Das Projekt Erinnerungskultur Überleben im Haus der Geschichte entstand 2014 und wurde 2021 abgeschlossen. In diesem Buch der Erinnerung wird anhand von historischen Dokumenten und persönlichen Tagebuchaufzeichnungen von drei ukrainischen Kriegsschauplätzen 1914-1941-2014 berichtet: über Kriegsgefangenschaft in Sibirien, über nationalsozialistische Judenpogrome und Deportationen in Ostgalizien, über den banalen Alltag vor und nach dem Ende der nationalsozialistischen Herrschaft und über eine Reise in die Ukraine nach dem Euromaidan.

## Öffentlichkeitsarbeit
In Verbindung mit der Frank Wedekind-Gesellschaft Darmstadt e.V. wurden zwei Symposien einberufen: Frank Wedekind und die Moderne, Technische Universität Dresden 1995 und Kontinuität – Diskontinuität. Diskurse zu Frank Wedekinds literarischer Produktion, Hochschule Darmstadt, Literaturhaus Darmstadt 1999. Zu Vorträgen im Ausland wurde der Leiter der Editions- und Forschungsstelle nach Frankreich, Russland und in die Schweiz eingeladen. Dramaturgische Beratungen erfolgten an städtischen Bühnen u. a. in Darmstadt, Frankfurt, Hamburg, Hannover, München und Münster. Matineen und Soireen wurden vorbereitet für das Literaturhaus Darmstadt Frank Wedekind – Werkedition (1996), für das Prinzregenten-Theater München Lulu (2000), für die Monacensia München Frank Wedekind – Klassiker der Moderne (2013), für das Literaturhaus Hamburg Ein Frank Wedekind-Abend (2013), für das Literaturhaus Darmstadt Die Welt als Bühne, das Leben ein Rollenspiel (2018). Beratung und Organisation von Frank Wedekind-Ausstellungen erfolgten für: Frank Wedekinds Maggi-Zeit, Monacensia, München 1993, Frank Wedekinds Maggi-Zeit, Theatermuseum Hannover 1993, Lasst uns mit dem Feuer spielen, anlässlich der 675-Jahr-Feier der Wissenschaftsstadt Darmstadt 2005, Staatsarchiv Darmstadt, „Am Ende war ich doch ein Poet …“, Universitäts- und Landesbibliothek Darmstadt 2013, Frank Wedekind – Ein Klassiker der Literarischen Moderne, Hans-Fallada-Gesellschaft, Carwitz 2013, Frank Wedekind: 2014–1864 = 150 Jahre, Staatstheater Hannover 2014. Zum 150. Geburtstag Frank Wedekinds wurde eine Hommage im Studiengang Online-Journalismus produziert.

## Werke (Auswahl)
Monografien:
- Topographie Innenwelt, Aussenwelt bei Jean Paul. Diss., Univ. Heidelberg, Philos. Fak., 1969. Hanser, München 1970 (d-nb.info).
- Jean Paul, ein Klassiker? : Bürgertum in der Opposition. Focus-Verlag, Lahn-Giessen 1978, ISBN 978-3-920352-88-6.
- Theodor Storm. Metzler, Stuttgart 1973, ISBN 978-3-476-10122-8.
- Theodor Storm | mit Selbstzeugnissen und Bilddokumenten. 14. Aufl., 60. - 61. Tsd. Rowohlt, Reinbek bei Hamburg 1997, ISBN 978-3-499-50186-9.
- mit Bernd Meurer: Industrielle Ästhetik : zur Geschichte u. Theorie d. Gestaltung. Hrsg.: Werkbund-Archiv. Anabas-Verlag, Giessen 1983, ISBN 978-3-87038-083-0.
- Frank Wedekind. Metzler, Stuttgart 1987, ISBN 978-3-476-10230-0.
- Frank Wedekinds Maggi-Zeit : Reklamen, Reisebericht, Briefe. Pharus IV. Verlag Jürgen Häusser, Darmstadt 1992, ISBN 3-927902-71-3; 2. Auflage 1995, ISBN 978-3-927902-71-8.
- „Am Ende war ich doch ein Poet …“ - Frank Wedekind : ein Klassiker der literarischen Moderne ; Werk und Person. Königshausen & Neumann, Würzburg 2014, ISBN 978-3-8260-5393-1.

Artikel:
- Rezension: Spurgat, Günter/Laage, Karl-Ernst: Theodor Storm im Film. In: medienwissenschaft: rezensionen. Band 5, Nr. 2. Niemeyer, Marburg, Tübingen 1988, S. 208, doi:10.17192/ep1988.2.6327.
- Musik der Musik. Musikästhetische Notizen zu Jean Pauls Flegeljahren. In: Fiktive Musik. Musiktheorie.Jahrgang 8, 1993, Heft 1, S. 3–21. ISSN 0177-4182.
- Von der Medialität der Medien und inwiefern sie die Geschichte der Editorik bestimmt. In: Editio. Band 24, Nr. 2010, 13. Dezember 2010, S. 1–13, doi:10.1515/9783110223163.0.1 (englisch).
- Ulrike Steierwald, Uta Störl, Hartmut Vinçon und Stefan Gründling: Die Online-Edition der Briefe von und an Frank Wedekind. Eine virtuelle Kontextualisierung von Korrespondenzen. In: Anne Bohnenkamp-Renken (Hrsg.): Medienwandel / Medienwechsel in der Editionswissenschaft. De Gruyter, Berlin, Boston 2013, S. 229–240, doi:10.1515/9783110300437.229.
- Kooperatives Forschungsprojekt Online-Brief-Datenbank. In: Digital Humanities im deutschsprachigen Raum, 26. März 2014, abgerufen am 20. Mai 2025.
- Frank Wedekind und der Erste Weltkrieg. Hinweise auf unbekannte Texte und Zusammenhänge zu einem umstrittenen Thema. In: literaturkritik.de. 3. August 2014.

Belletristik:
- Überleben im Haus der Geschichte : europäische Verheerungen 1914 - 1941 - 2014 : eine Chronik. Königshausen & Neumann, Würzburg 2023, ISBN 978-3-8260-7894-1.